# Matheovics Ferenc
Matheovics Ferenc (Brassó, 1886. március 9. – Budapest, 1957. január 9.) jogász. Fia, Matheovits Ferenc (1914–1995) jogász és járásbíró volt.

## Életpályája
1905–1910 között végezte el egyetemi tanulmányait a Kolozsvári Magyar Királyi Ferenc József Tudományegyetemen, ahol 1910-ben jogtudományi doktorátust szerzett. 1910–1912 között ügyvédjelölt volt Budapesten, Kolozsváron és Brassóban. 1912-ben Marosvásárhelyen ügyvédi vizsgát tett. 1912–1914 között Brassóban ügyvédi gyakorlatot folytatott és szerkesztette a Brassói Újlap című katolikus politikai napilapot. 1914–1918 között tartalékos hadbíró főhadnagy volt; a harctéren teljesített szolgálatot. 1919-től Szombathelyen ügyvéd volt. 1923–1934 között a Vas vármegyei vitézi szék ügyésze volt. 1934–1939 között Vámosmikolán, 1939-től Budapesten közjegyző volt. 1935-ben a pécsi Erzsébet Tudományegyetem Állam- és Jogtudományi Karán a nemzetközi munkajog tárgykörből egyetemi magántanári képesítést szerzett és az egyetemen nemzetközi szociálpolitikát adott elő. 1937–1945 között az Országos Mezőgazdasági Szociálpolitikai Tanács tagja volt. 1948-ban fiának, ifj. Matheovits Ferencnek a Mindszenty József-ügy kapcsán történt letartóztatása után állásából elbocsátották.
Tagja volt a szombathelyi Faludi Ferenc Irodalmi Társaságnak, a Magyar Közgazdasági és a Magyar Külügyi Társaságnak. Főként a nemzetközi szociálpolitika kérdéseivel foglalkozott.

## Művei
- A magyar-román birtokper (Budapest, 1929)
- Nemzetközi szociálpolitika (I-II. Szombathely, 1934)